# Marie Mariterangi
Marie Mariterangi (Hikueru, 1926 — 1971) foi uma cantora taitiana a qual se tornou conhecida por suas performances no Havaí e nos Estados Unidos.

## Discografia
- 1993 - Drums of Bora Bora and Songs of Tahiti
- 1995 - Echo Des Iles Tuamotu Et De Bora Bora[3]
- 2009 - Folklore Paumotu, vol. 3
- 2010 - Folklore Paumotu, vol. 4
- 2010 - Folklore Paumotu, vol. 5